# Альфред Арнольд (штурмбаннфюрер СС)
Альфред Арнольд (нім. Alfred Arnold; 2 січня 1915, Бюльгоф — 10 жовтня 1944, Нойштадт) — німецький офіцер, штурмбаннфюрер СС. Кавалер Німецького хреста в золоті.
В 1933 році вступив у НСДАП (квиток №1 483 630), 12 січня 1934 року — в СС (посвідчення №263 781).

## Звання
- Анвертер СС (12 січня 1934)
- Штурмманн СС (6 січня 1935)
- Роттенфюрер СС (20 квітня 1935)
- Юнкер СС (31 березня 1936)
- Штандартенюнкер СС (1 жовтня 1936)
- Штандартеноберюнкер СС (6 лютого 1937)
- Унтерштурмфюрер СС (20 квітня 1937)
- Оберштурмфюрер СС (30 січня 1939)
- Гауптштурмфюрер СС (9 листопада 1941)
- Штурмбаннфюрер СС (1 жовтня 1943)

## Нагороди
- Золотий почесний знак Гітлер'югенду
- Спортивний знак СА в бронзі
- Почесна шпага рейхсфюрера СС (20 квітня 1937)
- Німецька імперська відзнака за фізичну підготовку в бронзі (1 грудня 1937)
- Кільце «Мертва голова» (1 грудня 1938)
- Медаль «У пам'ять 1 жовтня 1938»
- Медаль «За вислугу років у СС» 4-го і 3-го ступеня (8 років)
- Німецький кінний знак в бронзі (12 квітня 1940)
- Залізний хрест
  - 2-го класу (25 жовтня 1941)
  - 1-го класу (10 листопада 1941)
- Орден Хреста Свободи 3-го класу з мечами (Фінляндія; листопад 1941)
- Штурмовий піхотний знак в сріблі (15 листопада 1941)
- Медаль «За зимову кампанію на Сході 1941/42» (1 липня 1942)
- Хрест Воєнних заслуг 2-го класу з мечами
- Нагрудний знак «За поранення» в чорному
- Німецький хрест в золоті (6 січня 1945, посмертно) — як командир 1-го гренадерського полку СС танкової бригади СС «Гросс».